# 文德村
文德村，是臺灣彰化縣花壇鄉所轄的18個村之一，位在花壇鄉北方。面積平方公里、3440人。與白沙村、岩竹村、長沙村、南口村、中口村、北口村相鄰。居民以黃姓為主。

## 村名由來
取自當地主要廟宇文德宮（位於白沙村境內）。

## 歷史沿革
文德村於清代時隸屬燕霧上堡白沙坑庄；明治35年（1902年）時，改彰化廳燕霧上堡白沙坑庄；明治42年（1909年）改彰化支廳橋子頭區白沙坑庄；至大正9年（1920年）則隨行政區調整，隸屬彰化郡花壇庄白沙坑大字。
二次大戰結束後，國民政府接收臺灣，以原先白沙坑大字範圍由西至東設為白沙村、文德村、長沙村和岩竹村。